# Theo Louwes
Theo Louwes (Leek, 16 de diciembre de 1939) es un expiloto de motociclismo holandés, que compitió en el Campeonato del Mundo de Motociclismo desde 1968 hasta 1972.

## Biografía
Theo Louwes comenzó a competir en las carreras de motos en 1956.
Durante esos años, se proclamaría dos veces campeón de los Países Bajos (1964 y 1968) en las categorías 350cc y 500cc. Además sería segundo en seis ocasiones más.
En 1968, debutó en carreras internacionales con la Norton Manx 500cc y la Aermacchi. Su mejor clasificación fue un cuarto puesto en el Gran Premio de Francia de 500cc. Pondría un punto y aparte en 1974 para dedicarle más tiempo a su negocio. 
En 1983 volvería a participar a bordo de la Suzuki RG500-3 500cc y se volvió a proclamar campeón holandés. Durante esos años participaría en carreras principalmente en Asia. El 10 de diciembre de 1989 (a la edad de 50 años) realizaría su última carrera en Yakarta.
Desde 1969 hasta la actualidad, se dedica a su negocio de repuestos de motocicletas japonesas de dos tiempos.

## Resultados
Sistema de puntos de 1950 a 1968:
| Posición | 1 | 2 | 3 | 4 | 5 | 6 |
| Puntos   | 8 | 6 | 4 | 3 | 2 | 1 |

Sistema de puntuación a partir de 1969:
| Posición | 1  | 2  | 3  | 4 | 5 | 6 | 7 | 8 | 9 | 10 |
| Puntos   | 15 | 12 | 10 | 8 | 6 | 5 | 4 | 3 | 2 | 1  |

(Carreras en negrita indica pole position, carreras en cursiva indica vuelta rápida)
| Año  | Cat.  | Moto      | 1       | 2       | 3     | 4       | 5       | 6       | 7      | 8     | 9     | 10      | 11    | 12      | 13    | 14    | 15    | Pts. | Pos. |
| ---- | ----- | --------- | ------- | ------- | ----- | ------- | ------- | ------- | ------ | ----- | ----- | ------- | ----- | ------- | ----- | ----- | ----- | ---- | ---- |
| 1968 | 500cc | Norton    | GER -   | ESP -   | IOM - | NED 10  | BEL -   | DDR -   | CZE -  | FIN - | ULS - | NAT -   |       |         |       |       |       | 0    | -    |
| 1969 | 500cc | Norton    | ESP -   | GER -   | FRA 4 | IOM -   | NED -   | BEL 13  | DDR -  | CZE - | FIN - |         | NAT 9 | YUG -   |       |       |       | 10   | 28.º |
| 1970 | 125cc | Aermacchi | GER -   | FRA -   | YUG - | IDM -   | NED -   | BEL -   | DDR -  | CZE - | FIN - |         | NAT - | ESP Ret |       |       |       | 0    | -    |
| 1970 | 250cc | Aermacchi | GER -   | FRA Ret | YUG - | IDM -   | NED -   | BEL -   | DDR -  | CZE - | FIN - | ULS -   | NAT - | ESP -   |       |       |       | 0    | -    |
| 1970 | 350cc | Aermacchi | GER -   |         | YUG - | IDM -   | NED DNQ | BEL -   | DDR -  | CZE - | FIN - | ULS 7   | NAT - | ESP -   |       |       |       | 4    | 30.º |
| 1970 | 500cc | Kawasaki  | GER -   | FRA Ret | YUG - | IOM -   | NED Ret | BEL Ret | DDR -  |       | FIN - | ULS Ret | NAT - | ESP Ret |       |       |       | 0    | -    |
| 1971 | 125cc | Suzuki    | AUT -   | GER -   | IOM - | NED -   | BEL -   | DDR -   | CZE 20 | SWE - | FIN - |         | NAT - | ESP -   |       |       |       | 0    | -    |
| 1971 | 350cc | Yamaha    | AUT -   | GER -   | IOM - | NED -   |         | DDR 12  | CZE -  | SWE - | FIN - | ULS -   | NAT - | ESP -   |       |       |       | 0    | -    |
| 1971 | 500cc | Yamaha    | AUT Ret | GER Ret | IOM - | NED Ret | BEL Ret | DDR Ret | CZE -  | SWE - | FIN - | ULS -   | NAT - | ESP -   |       |       |       | 0    | -    |
| 1989 | 500cc | Suzuki    | JAP -   | AUS -   | USA - | ESP -   | NAC -   | ALE DNQ | AUT -  | YUG - | NED - | BEL -   | FRA - | GBR -   | SUE - | CHE - | BRA - | 0    | -    |